# Varnsko jezero
Varnnsko jezero (bolgarsko Варненско езеро, latinizirano: Varnensko ezero; od 14. marca 1950 do 19. januarja 1962, Stalinovo jezero) je največje po prostornini in najgloblje jezero na bolgarski črnomorski obali, ki ga od morja deli 2 km širok pas peska in ima površino 19 km², največ globina 19 m in prostornina 166 milijonov m³.
Jezero je podolgovate oblike, njegove južne obale so visoke, strme in gozdnate, severne pa poševne. Varnsko jezero je nastalo v rečni dolini z dvigom morske gladine proti koncu pleistocena. Njegovo dno je v najglobljih delih prekrito z debelimi naplavinami mulja in vodikovega sulfida; tam so velika nahajališča zdravilnega fanga (mineralno blato). V jezero se izlivajo številne reke, vključno z Devnjo in Provadijsko, ki se izlivata blizu zahodne obale Beloslavskega jezera, ki je povezano z Varnskim jezerom.
Do 20. stoletja se je sladka voda iz jezera skozi reko Devnja izlivala v Črno morje, po izgradnji sodobnega pristanišča Varna vzhod (in kasnejšem izsuševanju reke) pa so med letoma 1906 in 1909 skozi pas peska izkopali prekop med morjem in jezerom, kar je povzročilo padec gladine jezera za 1,40 m in vdor morske vode v jezero, ki je postalo brakično.
Leta 1976, ko je začel delovati nov 12 m globok prekop, ki ga prečka Asparuhov most, so jezero po potoku poglobili. Drug plovni kanal na zahodu vodi skozi sosednje Beloslavsko jezero do pristanišča Varna zahod in železniškega trajektnega terminala. Na severni obali Varnskega jezera je nekaj manjših specializiranih pristanišč, zlasti pristanišče LesPort in pristanišče termoelektrarne Varna. Industrializacija je prišla za ceno slovesa jezera kot bogatega ribiškega območja, ki je vzdrževalo človeška naselja skoraj 100.000 let.
Na njegovem skrajnem vzhodnem delu se dviga eden največjih prometnih objektov v Bolgariji – Asparukov most, preko katerega poteka 2,7-kilometrski odsek republiške ceste I-9. Ob njegovi severni in južni obali potekata še odseka dveh cest iz republiškega cestnega omrežja: ob njeni severni obali 11 km odsek republiške ceste III-2008 in ob južni obali 9,4 km odsek republiške ceste III-9004.
Varnska nekropola, kjer so našli najstarejši zlati zaklad na svetu (zazstavo trenutno hranijo v Arheološkem muzeju v Varni), je blizu severne obale, medtem ko je mesto Varna na vzhodnem koncu jezera. Ob severni obali sta tudi vasi Kazaško in Ezerovo, vasi Zvezdica in Konstantinovo pa gledata na jezero z južne višine.